# جيبوتي في الألعاب الأولمبية
جيبوتي في الألعاب الأولمبية تقوم اللجنة الأولمبية الوطنية الجيبوتية بالإشراف في شؤون مشاركات جيبوتي في الألعاب الأولمبية، أول مشاركة لجيبوتي في الألعاب الأولمبية كانت في دورة 1984 في لوس أنجلوس في الولايات المتحدة ،وقد تمكنت جيبوتي من الفوز بميدالية برونزية واحدة كانت في دورة 1988 في سيئول في كوريا الجنوبية عن طريق حسين أحمد صلاح في سباق الماراثون.